# مدرسة صدر خواجو
مدرسة صدر خواجو هي مدرسة تاريخية تعود إلى القاجاريون، وتقع في أصفهان.